# (7301) Matsuitakafumi
(7301) Matsuitakafumi ist ein Asteroid des  Hauptgürtels, der am 2. Januar 1993 von den japanischen Astronomen Akira Natori und Takeshi Urata an der JCPM Yakiimo Station (IAU-Code 885) in der Präfektur Shizuoka in Japan entdeckt wurde.
Der Asteroid wurde am 9. September 2014 nach dem japanischen Planetenwissenschaftler, Geophysiker und Akademiker Takafumi Matsui (1946–2023) benannt, der emeritierter Professor der Universität Tokio war. Sein Hauptarbeitsgebiet war die Astrobiologie und die Auswirkung von Meteoriteneinschlägen auf die Entwicklung der Erde und des Lebens auf ihr.